# Comuna Cerneve, Mostîska
Cerneve (în ucraineană Черневе) este o comună în raionul Mostîska, regiunea Liov, Ucraina, formată din satele Cerneve (reședința), Stareava și Zaverhî.

## Demografie
Componența lingvistică a comunei Cerneve
     Ucraineană (99,83%)
     Alte limbi (0,12%)
Conform recensământului din 2001, majoritatea populației comunei Cerneve era vorbitoare de ucraineană (99,83%), existând în minoritate și vorbitori de alte limbi.